# オッフェンブルク大学
オッフェンブルク大学（オッフェンブルクだいがく、独: Hochschule Offenburg、英: University of Applied Sciences Offenburg）は、ドイツのオッフェンブルクにあるバーデン＝ヴュルテンベルク州が所有する大学である。
オーバーライン地方南部で最も重要な教育機関の1つである。現在、約4,090人の学生が在籍している。

## 沿革
1967年にオッフェンブルク州立工学学校として設立された。当初は、機械工学と電気工学のコースのみが提供されていた。1970年、現在のキャンパスはオッフェンブルクのバートシュトラーセ通りに開設された。1971年に工学部がオッフェンブルクのファッハホーホシュールに改名された。1978年には、カリキュラムは経済コースを含むように拡張された。そのため、経済学部が設立された。スペースの問題もあり、新しい教員は近くのゲンゲンバッハにあった旧修道院に独立したキャンパスを設けることが決定された。
1984年には、すでに1,100人の学生がオッフェンブルク大学の4つの学部で学んでいた。提供されるコースを補足するために、また地元の出版社である「Hubert Burda Media」との協力のために、1996年にメディアと情報科学のコースが設立された。同年、産業研究および研究契約を扱う応用研究所が設立された。
2000年に、大学は継続的な発展に対して当然の報酬を得た。ドイツ科学ドナー協会は、オッフェンブルク大学に「リフォーム大学」の賞を授与した。同時に、オッフェンブルク大学の大学院が設立され、現在、4つの国際的な研究プログラムを提供および調整している。2005年の学士号/修士号（ボローニャ・プロセス）への移行の一環として、ファッハホーホシュールはホシュール・オッフェンブルク（現在のオッフェンブルク大学の名称）に改名された。
2007年、メディア情報科学部に適切な建物の建設が開始された。2年間の建設の後、新しい建物は2009年10月に開校した。開校式演習には、当時のバーデン＝ヴュルテンベルク州の首相・ギュンター・エッティンガーとメディア起業家のフーベルト・ブルダが出席した。

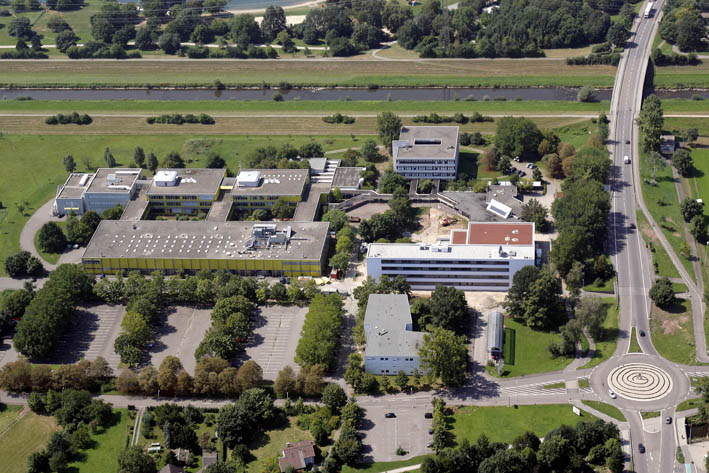
キャンパスオッフェンブルクの鳥瞰図

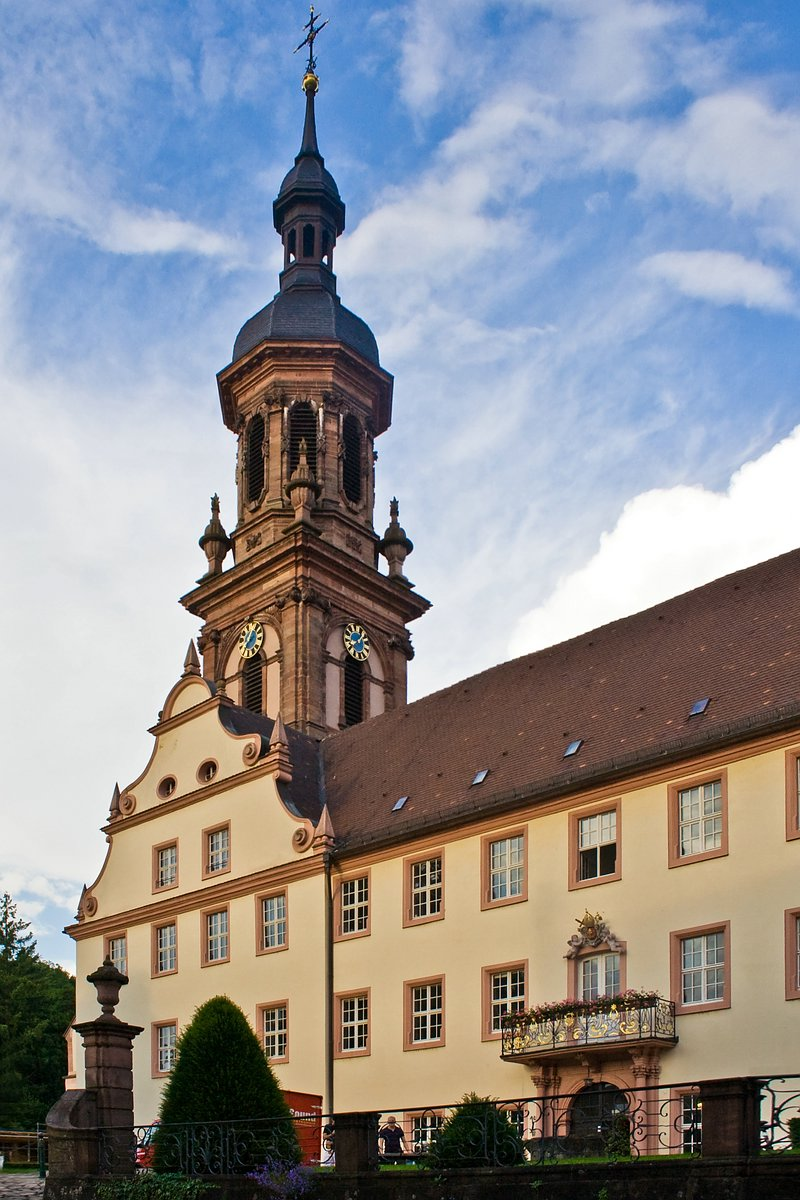
ゲンゲンバッハのキャンパス

## キャンパス

### オッフェンブルク
オッフェンブルク大学のメインキャンパス。

### ゲンゲンバッハ
オッフェンブルク大学の経営学部と産業工学部が所在するキャンパス。